# سید علی شجاعی
سید علی شجاعی نویسندهٔ ایرانی، قائم مقام انتشارات نیستان و فرزند سید مهدی شجاعی است.
سید علی شجاعی در سال ۱۳۶۲ هجری شمسی در تهران متولد شد. او تحصیلات خود را در رشته مهندسی صنایع و تحلیل سیستم‌ها گذرانده است. او فرزند نویسنده معروف سید مهدی شجاعی است و تحت تاثیر پدر خود و علاقه به این رشته به نویسندگی روی آورد. داستان‌نویسی، نویسندگی ادبیات آئینی، نویسندگی کودک و نوجوان، ترجمه، تدریس و ... بخشی از فعالیت‌های گسترده شجاعی در حیطه ادبیات و نویسندگی است.

## تحصیلات
مهندس صنایع، تحلیل سیستم‌ها.

## فعالیت‌ها
• قائم مقام انتشارات کتاب نیستان.
• برگزاری نمایشگاه انفرادی هنرهای مفهومی ۱۳۸۳ با ۲۵ اثر در حوزه کانسپچوآل آرت.
• تدریس فلسفه اسلامی، فلسفه غرب، منطق و کلام، نویسندگی، چیستی و چرایی رمان آئینی، داستان درمانی

## تألیفات، شرح مختصر و جوایز
سید علی شجاعی داستان‌های کوتاهی در مجلات انگلیسی زبان نیز منتشر کرده است:
• انتشار داستان کوتاه Take Me Into Your Dreams, Maria در مجله Grey Sparrow. آمریکا
• انتشار داستان کوتاه Elegy Ceremony Like Missing Of Yunes در مجله Apple Valley Review. کانادا
• انتشار داستان کوتاه What Others Call Life در مجله Compose Journal. آمریکا
او بیش از صد اثر چاپ شده در حوزه پوستر، جلد کتاب و نشانه و بیش از صد یادداشت و تحلیل و گفت‌وگو با رسانه‌ها در حوزه مدیریت فرهنگی،‌ صنعت نشر و کتاب دارد. از دیگر تالیفات او می‌توان به مواد زیر اشاره کرد.
غالب تالیفات او پیرامون مسائل دینی، زندگی‌نامه ائمه همچون؛ زندگینامه حسن بن علی، علی بن موسی رضا است. کتاب فصل شیدایی لیلاها که درباره مضامین عاشورایی است و نسخه صوتی آن نیز عرضه شده است. از جمله این کتاب‌‌ها می‌توان موارد زیر را نام برد:
حاء، سین، نون
فصل شیدایی لیلاها
به بلندای آن ردا
کمی دیرتر
موسی ترین طور
تو را معراجی بر نی
او همچنین در حوزه کودکان و نوجوانان آثاری دارد، بسیاری از این آثار در مورد استفاده و منتخب کشورهای دیگر جهان نیز بوده و تاکنون به بیش از ۸ زبان (آلمانی، کره‌ای، سوئدی و ...) ترجمه و برنده بیش از ۵ جایزه داخلی و خارجی شده‌اند.
کتاب‌های نیم من بوق: ابن پشم پانزده و موش و گربه و باقی دوستانا از آثار او در فهرست کلاغ سفید قرار گرفته‌اند.
۱. ستاره‌هایی که خیلی دور نیستند. (مجموعه داستان)
چاپ پنجم.
برگزیده جایزه کتاب فصل.
۱۲ داستان کوتاه با مضامین اجتماعی_مذهبی.
۲. عاشقی به وقت کتیبه‌ها. (مجموعه داستان)
چاپ سوم.
برگزیده‌ی جشنواره‌ی داستان‌های قرآنی.
۹ داستان کوتاه با مضامین اجتماعی_مذهبی. روایتگر تلخی‌ها و روابط آدم‌های ساده هم‌روزگار ما. و داستان نیمه بلند عاشقی به وقت‌ کتیبه‌ها با روایتی مدرن و عاقبت به خیری سیاهی‌های امروز.
۳. اگر آدم‌برفی‌ها آب نشوند. (داستان کودک و نوجوان)
چاپ  سوم
گانه اول از سه گانه «فلسفه برای کودکان»
تصویرگر: الهه طاهریان
برگزیده چهاردهمین جشنواره کتاب برتر کودک و نوجوان.
منتشر شده به زبان آلمانی. چاپ سوم
منتشره شده به زبان کره‌ای به همراه کتاب گویا.
منتشر شده به زبان فرانسه
منتشر شده به زبان روسی
برنده جایزه Buch des Monats در بخش کتاب‌های تصویری از آکادمی آلمان.
منتخب سیزدهمین فستیوال بین‌المللی ادبی برلین.
راه یافته به لیست کتب کمک آموزشی مدارس آلمان.
۴. ماجرای باورنکردنی خرگوشی (داستان کودک و نوجوان. ترجمه)
۵. فصل شیدایی لیلاها. (رمان)
چاپ دهم.
برنده جشنواره ملی جوان ایرانی.
روایت هفت راوی از حرکت حضرت حسین، از ۱۸ ذی‌الحجه، خروج از مکه تا غروب عاشورا. آن‌ها که کمتر می‌شناسیم و کمتر شنیده‌ایم از روزگارشان.
زهیر بن قین، ضحاک بن عبدالله مشرفی، حر بن یزید ریاحی، عبید الله بن حر جعفی، عمرو بن قرظه انصاری، شبث بن ربعی و من.
۶. فرشته‌ها قصه ندارند بانو (مجموعه داستان)
چاپ سوم.
۱۴ داستان با مضامین اجتماعی و روابط انسانی.
۷. نیم‌من بوق (داستان کودک و نوجوان)
برنده جشنواره کتاب برتر کودک و نوجوان.
راه یافته به لیست کلاغ سفید (White Ravens) کتابخانه بین‌المللی مونیخ
برگزیده نخستین جشنواره ادبی – هنری مهدی آذریزدی
منتشر شده به زبان چینی
۸. حاء. سین. نون (رمان)
چاپ دهم.
برنده‌ی جایزه کتاب فصل
روایتی از مبهم‌ترین فراز زندگی حضرت مجتبی (ع). پرداختی مدرن از صلح امام تا شهادت.
۹. مرا به خواب‌هایت ببر ماریه! (مجموعه داستان)
چاپ دوم
۱۴ داستان کوتاه با مضامینی عجیب و پرداختی متفاوت
۱۰. احتیاط!‌خطر حمله موش‌ها… و دیگران (داستان کودک و نوجوان)
گانه دوم از سه‌گانه «فلسفه برای کودکان»
تصویرگر: نازنین عباسی
طراح گرافیک: نرگس زیانی
برگزیده شورای کتاب کودک و برنده نشان ماهی سیاه کوچولو
منتشر شده به زبان روسی
۱۱. کتاب گویای فصل شیدایی لیلاها
با صدای: مصطفی رحماندوست، شاهین علایی نژاد، احسان چریکی، غلامحسین مراقبی، غلام بابوته، مسعود میرزایی.
با آهنگسازی مهدی زارع
موسسه نوین کتاب گویا
۱۲. تو را معراجی بر نی
چاپ سوم
قطعات سپید و نیمایی عاشورایی
با تصویرسازی مجتبی مجلسی
نشر آرما
۱۳. به بلندای آن ردا (رمان)
چاپ چهارم
برنده جشنواره بین المللی کتاب سال رضوی
رمانی به روایت مأمون که به هجرت امام رضا (ع) از مدینه تا مرو و ایام ولایت عهدی و شهادت ایشان می پردازد.
۱۴. به جان می‌خوانمت
چاپ دوم
ترجمه دعای روزهای ماه رمضان
۱۵. چرا بادبادک‌ها همه چیز را فراموش می‌کنند؟! (داستان کودک و نوجوان)
گانه سوم از سه‌گانه «فلسفه برای کودکان»
تصویرگران: مهرداد زائری. کریستینا لائب
طراح گرافیک: نرگس زیانی
۱۶. هیچ طوفانی راهش را عوض نمی‌کند (داستان کودک و نوجوان)
چاپ دوم
گانه دوم از سه‌گانه «مهارت‌های زندگی برای کودکان»
تصویرگر: سارا میاری
طراح گرافیک: نرگس زیانی
۱۷. شاید دیگران از آسمان می‌آید (داستان کودک و نوجوان)
گانه سوم از سه‌گانه «مهارت‌های زندگی برای کودکان»
تصویرگر: یگانه یعقوب نژاد
طراح گرافیک: نرگس زیانی
۱۸. چهل عاشقانه سرگردان
با تصاویری از: نازنین عباسی. گلرخ محتاج الفضل
زهرا کیقبادی. مریم طباطبایی
طراجی گرافیک: نرگس زیّانی
با صدای حسین پاکدل
و آهنگسازی مسعود بقایی
نشر ستاک
۱۹. به دیوارها بخند! (داستان کودک و نوجوان)
گانه اول از سه‌گانه «مهارت های زندگی برای کودکان»
تصویرگر: نازنین عباسی
طراح گرافیک: نرگس زیانی
۲۰. هزار و چند شب لیالی (مجموعه داستان)
۱۴ داستان کوتاه با مضامینی اجتماعی و پرداختی رئال
۲۱. موش و گربه و باقی دوستانا (داستان کودک و نوجوان)
چاپ دوم (به همراه سی دی صوتی کتاب)
اثر عبید زاکانی و سید علی شجاعی و سارا میاری و نرگس زیّانی
راه یافته به لیست کلاغ سفید (White Ravens) کتابخانه بین‌المللی مونیخ ۲۰۱۹
۲۲. جاده سنگی صلح (داستان کودک و نوجوان. ترجمه)
مارگریت رورز
تصویرگر: نزار علی بدر
۲۳. یک استکان چای تلخ (فیلمنامه سینمایی)
برگزیده جشنواره رشد
۲۴. موسی ترین به طور (رمان)
رمانی از زندگی و زمانه حضرت موسی بن جعفر امام کاظم (ع)
برنده جشنواره بین المللی کتاب سال رضوی
۲۵. باغبان خاک دیگری (داستان کودک و نوجوان)
گانه اول از سه‌گانه «زیست اخلاق مدار»
تصویرگر: فرهاد جمشیدی
طراح گرافیک: نرگس زیانی
۲۶. این من‌های بازیگوش (داستان کودک و نوجوان)
گانه دوم از سه‌گانه «زیست اخلاق مدار»
تصویرگر: یگانه یعقوب نژاد
طراح گرافیک: نرگس زیانی
۲۷. سه… دو… یک… شادی! (داستان کودک و نوجوان)
گانه سوم از سه‌گانه «زیست اخلاق مدار»
تصویرگر: نرگس طهماسبی
طراح گرافیک: نرگس زیانی
۲۸. چیستی و چرایی ادبیات قدسی

## افتخارات و جوایز
• منتخب سیزدهمین فستیوال بین‌المللی ادبی برلین برای کتاب اگر آدم برفی‌ها آب نشوند.
• برگزیده چهاردهمین جشنواره کتاب برتر کودک و نوجوان برای کتاب اگر آدم برفی‌ها آب نشوند.
• برنده جایزه Buch des Monats در بخش کتاب‌های تصویری از آکادمی آلمان برای کتاب اگر آدم برفی‌ها آب نشوند.
• برنده جشنواره کتاب برتر کودک و نوجوان برای کتاب نیم‌من بوق
• برگزیده نخستین جشنواره ادبی – هنری مهدی آذریزدی برای کتاب نیم‌من بوق
• راه یافته به لیست کلاغ سفید کتابخانه بین‌المللی مونیخ، برای کتاب نیم‌من بوق
• برگزیده شورای کتاب کودک و برنده نشان ماهی سیاه کوچولو، برای کتاب احتیاط! خطر حمله موش‌ها
• برگزیده و برنده جایزه کتاب فصل، برای کتاب‌های ستاره‌هایی که خیلی دور نیستند و حاء. سین. نون
• برنده جشنواره بین المللی کتاب سال رضوی، برای کتاب به بلندای آن ردا و موسی‌ترین طور
• برنده جشنواره ملی جوان ایرانی، برای کتاب فصل شیدایی لیلاها

## پی‌نوشت
1. ↑  «روایت سیدعلی شجاعی از رابطه کاری با پدر/ رهروی پدرم هستم». خبرگزاری مهر.
2. 1 2  «فصل شیدایی لیلاها صوتی شد». خبرگزاری دانشجویان ایران، ایسنا.
3. ↑  «سه‌گانه زیست اخلاق‌مدار سید‌علی شجاعی برای کودکان و نوجوانان». خبرگزاری تسنیم.
4. ↑  «کلاغ سفید».
5. 1 2 3 4  «تجدید چاپ سه کتاب از سیدعلی شجاعی». خبرگزاری مهر.
6. ↑  «نگاهی به مبهم ترین فراز زندگی امام حسن در حاء سین نون». خبرگزاری کتاب ایران.
7. 1 2  «گفتگو با سیدعلی شجاعی، خالق رمانی متفاوت از امام رضا». بنیاد بین المللی فرهنگی هنری امام رضا. بایگانی‌شده از اصلی در ۲ ژانویه ۲۰۲۲. دریافت‌شده در ۲ ژانویه ۲۰۲۲.
8. ↑  «انتشارات نیستان».